# Melaine Walker
Melaine Walker (Kingston, 1 de gener de 1983) és una atleta jamaicana especialista en 400 metres barres. Walker va guanyar la medalla d'or en aquesta especialitat a Pequín 2008, amb un temps de 52,64 segons, establint un nou rècord olímpic.

## Assoliments
| Any  | Torneig                                       | Lloc                | Resultat | Esdeveniment           |
| ---- | --------------------------------------------- | ------------------- | -------- | ---------------------- |
| 1998 | Campionat Mundial Juvenil d'Atletisme de 1998 | Annecy, França      | 5º       | 200 metres             |
| 1998 | Campionat Mundial Juvenil d'Atletisme de 1998 | Annecy, França      | 3º       | Relleu de 4x100 metres |
| 1999 | Campionat Mundial Juvenil d'Atletisme de 1999 | Bydgoszcz, Polònia  | 2º       | 200 m                  |
| 1999 | Campionat Mundial Juvenil d'Atletisme de 1999 | Bydgoszcz, Polònia  | 6º       | 100 metres barres      |
| 2000 | Campionat Mundial Juvenil d'Atletisme de 2000 | Santiago, Xile      | 3º       | 400 m amb tanques      |
| 2000 | Campionat Mundial Juvenil d'Atletisme de 2000 | Santiago, Xile      | 2º       | Relleu de 4x400 metres |
| 2002 | Campionat Mundial Juvenil d'Atletisme de 2002 | Kingston, Jamaica   | 2º       | 400 metres barres      |
| 2006 | Jocs de Centreamèrica i el Carib de 2006      | Cartagena, Colòmbia | 3º       | 400 metres barres      |
| 2006 | Jocs de Centreamèrica i el Carib de 2006      | Cartagena, Colòmbia | 2º       | Relleu de 4x400 metres |
| 2007 | Campionat Mundial d'Atletisme de 2007         | Stuttgart, Alemanya | 3º       | 400 metres barres      |
| 2008 | Jocs Olímpics de Pequín 2008                  | Pequín, Xina        | 1º       | 400 m amb tanca        |

### Marques personals
- 60 metres barres - 8,05 s (2006, sota sostre)
- 100 metres barres - 12,75 s (2006)
- 400 metres barres - 52,64 s (2008)
- 60 metres - 7,40 s (2005, sota sostre)
- 200 metres - 23,67 s (1998)
- 400 metres - 51,61 s (2008)